# 10 fenigów 1920 małe cyfry
10 fenigów 1920 małe cyfry – dziesięciofenigowa moneta zastępcza Gdańska, wybita przed oficjalnym powołaniem do życia Wolnego Miasta Gdańska, tj. przed 15 listopada 1920 r.

## Awers
W centralnej części znajduje się herb Gdańska umieszczony na tarczy ozdobionej z obu stron z kiściami owoców, nad herbem głowa aniołka, u góry otokowy napis „STADT DANZIG”, na dole otokowo rok 1920 z ozdobnikami po obu stronach.

## Rewers
Na tej stronie umieszczono nominał 10 na tarczy, powyżej i poniżej ornament, dookoła otok z perełek.

## Opis
Monetę bito w Gdańskiej Fabryce Broni (niem. Danziger Gewehr Fabrik) w dniach od 14 czerwca do 12 października 1920 r., w cynku, na krążku o średnicy 21,5 mm i masie 1,7–2,2 grama, z rantem gładkim, w nakładzie 876 000 sztuk. Znanych jest 57 odmian różniących się ilością perełek na rewersie i innymi drobnymi szczegółami. Istnieją odbitki tej monety w srebrze (jedno i dwustronne) oraz w brązie.
Awers monety jest identyczny z awersem drugiej zastępczej dziesięciofenigówki Gdańska, bitej również w 1920 r.
Celem wybicia miejskiej monety dziesięciofenigowej było uzupełnienie braków drobnych monet dostarczanych do Gdańska przez Bank Rzeszy. Hiperinflacja, a co za tym idzie deprecjacja marki niemieckiej, spowodowała zanik monet w obiegu i w konsekwencji dziesięciofenigówki gdańskie zostały wycofane.